# سمارة رثة
سمارة رثة أو قُراص الحمير أو شليات  (الاسم العلمي Sisymbrium irio)، نبات شتوي ربيعي من الفصيلة الكرنبية. ينبت في الأراضي الزراعية المتروكة، وحول المنازل، وعلى جوانب الطرق، ومسايل المياه، وربما نبت في الأسناد والجبال على ارتفاع 1700-2300 م.

## الاستخدامات
الأوراق والبذور والأزهار صالحة للأكل، ذو نكهة حارة مشابهة للجرجير. تُستخدم سمارة الرثة في الشرق الأوسط لعلاج السعال واحتقان الصدر، ولتخفيف الروماتيزم، ولإزالة السموم من الكبد والطحال، والحد من التورم وولتنظيف الجروح. يستخدم البدو ورقة سمارة الرثة كبديل للتبغ.